# Петерс, Ульрих
Ульрих Адольф Фридрих Йоханнес Петерс (нем. Ulrich Adolf Friedrich Johannes Peters; 12 июля 1878, Тринвиллерсхаген, Померания — 21 октября 1939, Бад-Зальцуфлен) — немецкий историк и педагог, профессор и ректор Колледжа педагогического образования  в Киле; член НСДАП (май 1933).

## Биография
Ульрих Адольф Фридрих Йоханнес Петерс c 1897 года изучал теологию, историю и философию в Грайфсвальде, Эрлангене, Бонне и Берлине. В 1903—1904 годах он состоял заместителем ректора в школе в Вольдегке, а с 1905 — работал учителем в средней школы Франкенхаузена. В 1909 году, под руководством Эрнста Бернхейма, Петерс защитил кандидатскую диссертацию по средневековой истории. В период Первой мировой войны, с 1914 года, он состоял на военной службы — до ранения, полученного в 1916 году.
Затем в Гамбурге Ульрих Петерс преподавал в школе: в 1920 году он основал среднюю школу «Richertsche Gymnasialreform», специализировавшуюся на немецком языке и истории. С 1926 года Петерс возглавил Педагогическую академию в Киле: стал профессором в 1928 году. После прихода к власти национал-социалистов под его руководством академия была преобразована в Колледж педагогического образования (Hochschule für Lehrerbildung, HfL): выступал за «немецкую педагогику» и «этническое образование», которые, по его мнению, дополняли национал-социалистические идеи «национального политического и расового образования» — ссылался на идеи Вильгельма Дильтея.
Питерс, вместе с биологом Полем Броммером (Paul Brohmer, 1885—1965), приветствовал назначение Адольфа Гитлера в качестве канцлера Германии в январе 1933 года: водрузили флаг со свастикой над зданием академии. 1 мая Петерс присоединился к НСДАП и согласился с «кадровыми изменениями», вытекавшими из «Закон о восстановлении профессионального чиновничества», включавшего «арийский параграф». 11 ноября 1933 года Ульрих Петерс был среди более 900 ученых и преподавателей немецких университетов и вузов, подписавших «Заявление профессоров о поддержке Гитлера и национал-социалистического государства».

## Работы
- Zur Neugestaltung des Geschichtsunterrichts, Vortrag in Göttingen, Diesterweg Frankfurt/M. 1924.
- Methodik des Geschichtsunterrichts an höheren Lehranstalten. 1928.
- Совместно с Walther Hofstaetter: Sachwörterbuch der Deutschkunde, Teubner, Leipzig 1930.

## Семья
Сын: Альбрехт Петерс (Albrecht Peters, 1924—1987) — теолог.